# Chorisodontium aciphyllum
Chorisodontium aciphyllum là một loài rêu trong họ Dicranaceae mọc chủ yếu ở hai bên eo biển Magellan. Loài này có khả năng trạng thái ẩn sinh (tiếng Anh: cryptobiosis) đến mức bất thường, tức sống vô hạn ở trạng thái không trao đổi chất.

## Miêu tả
Chorisodontium aciphyllum mọi trên bờ châu Nam Cực. Nó được phát hiện ở Argentina, Chile, châu Nam Cực, New Zealand, và Nam Georgia. Sau khi các đống rêu mọi lên cao, những lớp sau hơn 1 inch (25 mm) trở thành màu nâu vì thiếu nắng và từ từ đóng băng vĩnh cửu. Các đống rêu có thể mọc cao hơn 9 foot (2,7 m).
Loài này được Joseph Dalton Hooker và William M. Wilson mô tả khoa học đầu tiên năm 1844 với tên Dicranum aciphyllum trong London Journal of Botany (Tạp chí Thực vật học Luân Đôn). Viktor Ferdinand Brotherus đặt tên hiện tại vào năm 1924.